# Jessy Matador
Jessy Kimbangi, bedre kendt under sit kunstnernavn Jessy Matador (født 27. oktober 1982) er en sanger fra den Demokratiske Republik Congo. Han er bosat i Frankrig.
Den 19. februar 2010 meldte France Télévisions at Jessy Matador ville repræsentere Frankrig ved Eurovision Song Contest 2010, som der blev afholdt den 29. maj i Oslo. Han optrådte med sangen Allez Ola Olé. Sangen fik 82 points og opnåede en 12.-plads.